# Zvolen
Zvolen (ungerska: Zólyom, tyska: Altsohl) är en stad i centrala Slovakien, cirka 20 km söder om Banská Bystrica invid floden Hron. Staden har en yta av 98,73 km² och hade år 2015 en befolkning som uppgick till cirka 42 868 invånare. Staden hyser ett historiskt centrum med ett slott.

## Kända personer
- Ján Lašák,  slovakisk professionell ishockeymålvakt
- Elena Kaliská,  slovakisk kanotist